# Pirot (općina)
Pirot (bugarski:Община Пирот, srpski: Општина Пирот) je općina u Pirotskom okrugu u Srbiji. Središte općine je grad Pirot.

## Stanovništvo
Prema popisu stanovništva iz 2002. godine općina je imala 63.791 stanovnika, većinsko stanovništvo čine Srbi.

## Administrativna podjela
Općina Pirot podjeljena je 73 naselja.

### Naselja
Barje Čiflik, Basara, Bazovik, Bela, Berilovac, Berovica, Blato, Brlog, Cerev Del, Cerova, Crnoklište, Crvenčevo, Činiglavci, Dobri Do, Dojkinci, Držina, Gnjilan, Gornja Držina, Gostuša, Gradašnica, Gradište, Izvor, Jalbotina, Jelovica, Kamik, Koprivštica, Kostur, Krupac, Kumanovo, Mali Jovanovac, Mali Suvodol, Milojkovac, Mirkovci, Nišor, Novi Zavoj, Obrenovac, Oreovica, Orlja, Osmakova, Pakleštica, Pasjač, Petrovac, Pirot, Planinica, Pokrevenik, Poljska Ržana, Ponor, Prisjan, Ragodeš, Rasnica, Rosomač, Rsovci, Rudinje, Sinja Glava, Slavinja, Sopot, Srećkovac, Staničenje, Sukovo, Šugrin, Temska, Topli Do, Trnjana, Velika Lukanja, Veliki Jovanovac, Veliki Suvodol, Veliko Selo, Visočka Ržana, Vlasi, Vojnegovac, Vranište, Zaskovci